# بطء القلب الجيبي
بطء القلب الجيبي (بالإنجليزية: Sinus bradycardia )‏ هو نظم جيبي ذو معدل نبضات أقل من المعتاد. في البشر، يتم تعريف بطء القلب عموما أن يكون معدل أقل من 60 نبضة في الدقيقة الواحدة.